# Puig Verdeguer
El Puig Verdeguer és una muntanya de 515 metres que es troba al municipi de Begues, a la comarca del Baix Llobregat.